# Evangelische Kirche Eisbergen

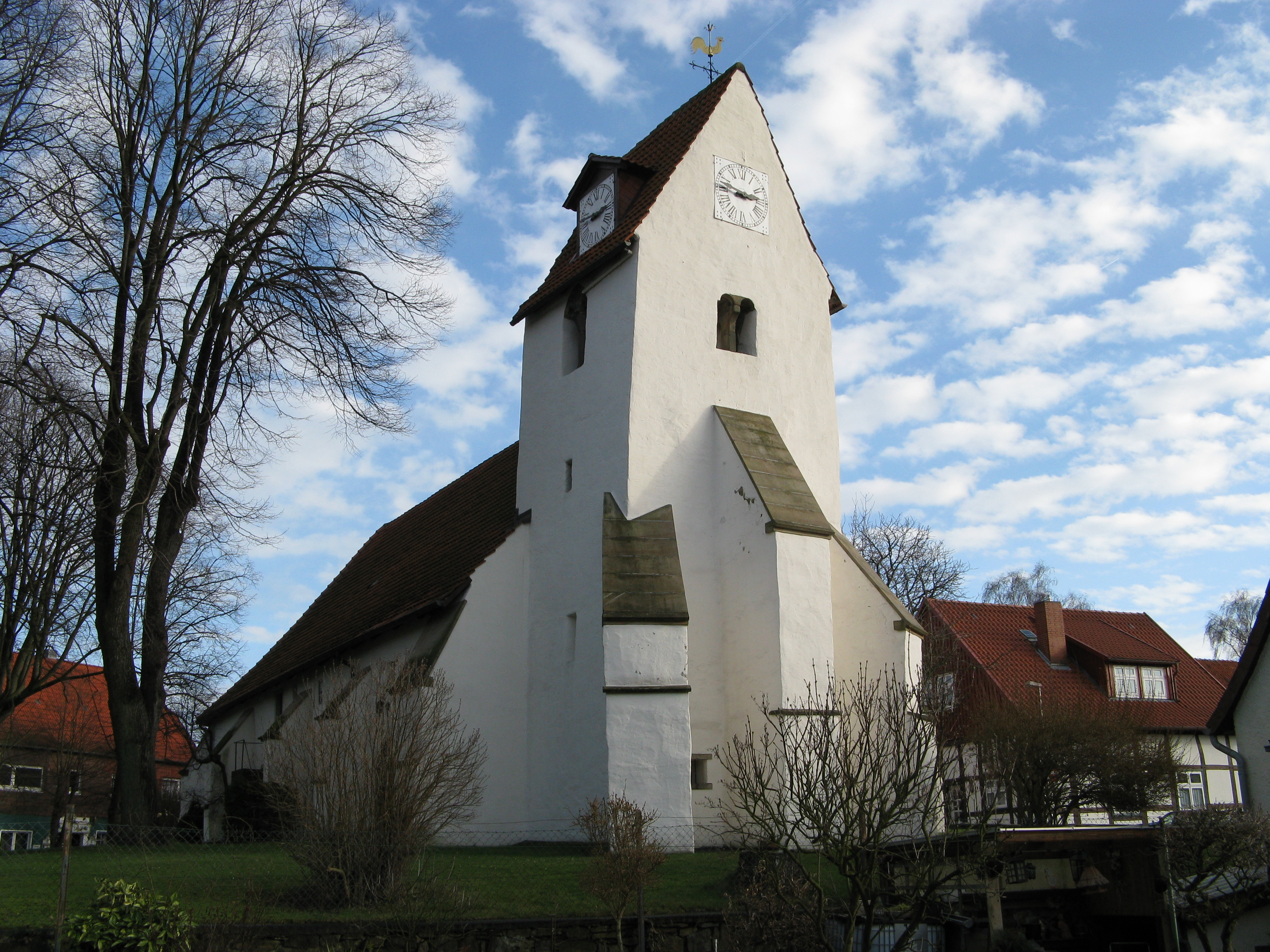
Die Evangelische Kirche Eisbergen

Die Evangelische Kirche Eisbergen liegt im gleichnamigen Ortsteil von Porta Westfalica im ostwestfälischen Kreis Minden-Lübbecke. Kirche und Gemeinde gehören zum Kirchenkreis Vlotho der Evangelischen Kirche von Westfalen. Der Gemeinde gehören 2553 Gläubige an.

## Geschichte

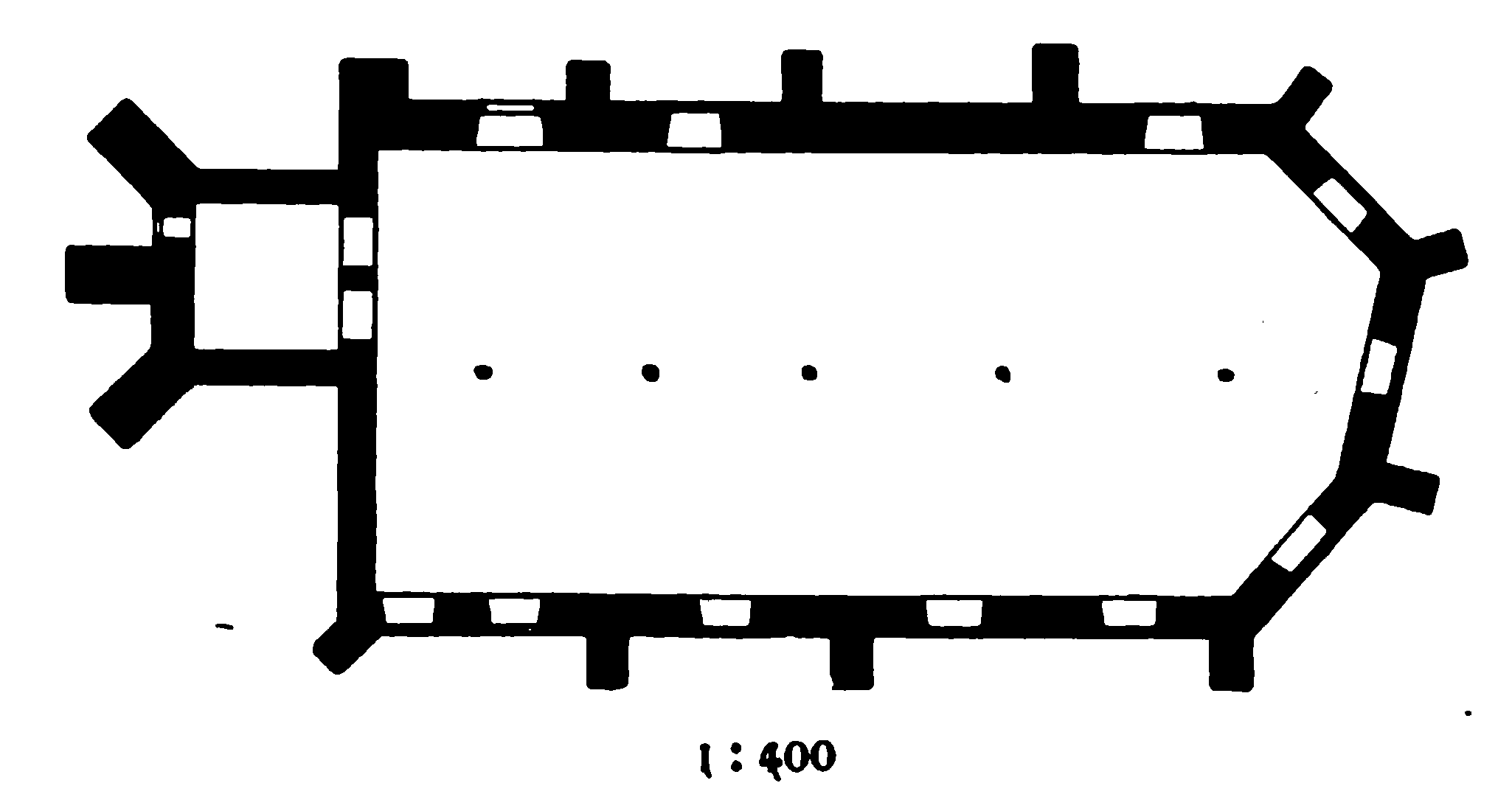
Grundriss

Die Eisberger Kirche entstand um 1200 als einschiffiger Bau mit Westturm. Der Kern des Gebäudes und der Turm sind romanisch und zählen zu den Ältesten im Kirchenkreis. Nach dem Dreißigjährigen Krieg (bis 1662) wurde an das vorhandene Kirchenschiff ein zweites nach Süden hin angebaut.

## Ausstattung
Zur Ausstattung aus dem 17. Jahrhundert zählen ein Taufstein von 1606, Altar und Kanzel von 1607 und die den heutigen Gesamteindruck bestimmende Innenausmalung von 1953 durch Paul Thol (lange in Berlin tätig, seit 1948 in Gelsenkirchen), die ein biblisch-theologisch orientiertes Bildprogramm zeigt.
Im Turm befinden sich drei Glocken, die 1921 gegossen wurden. Die Steinmann-Orgel ist aus dem Jahr 1974.